# Dranghek

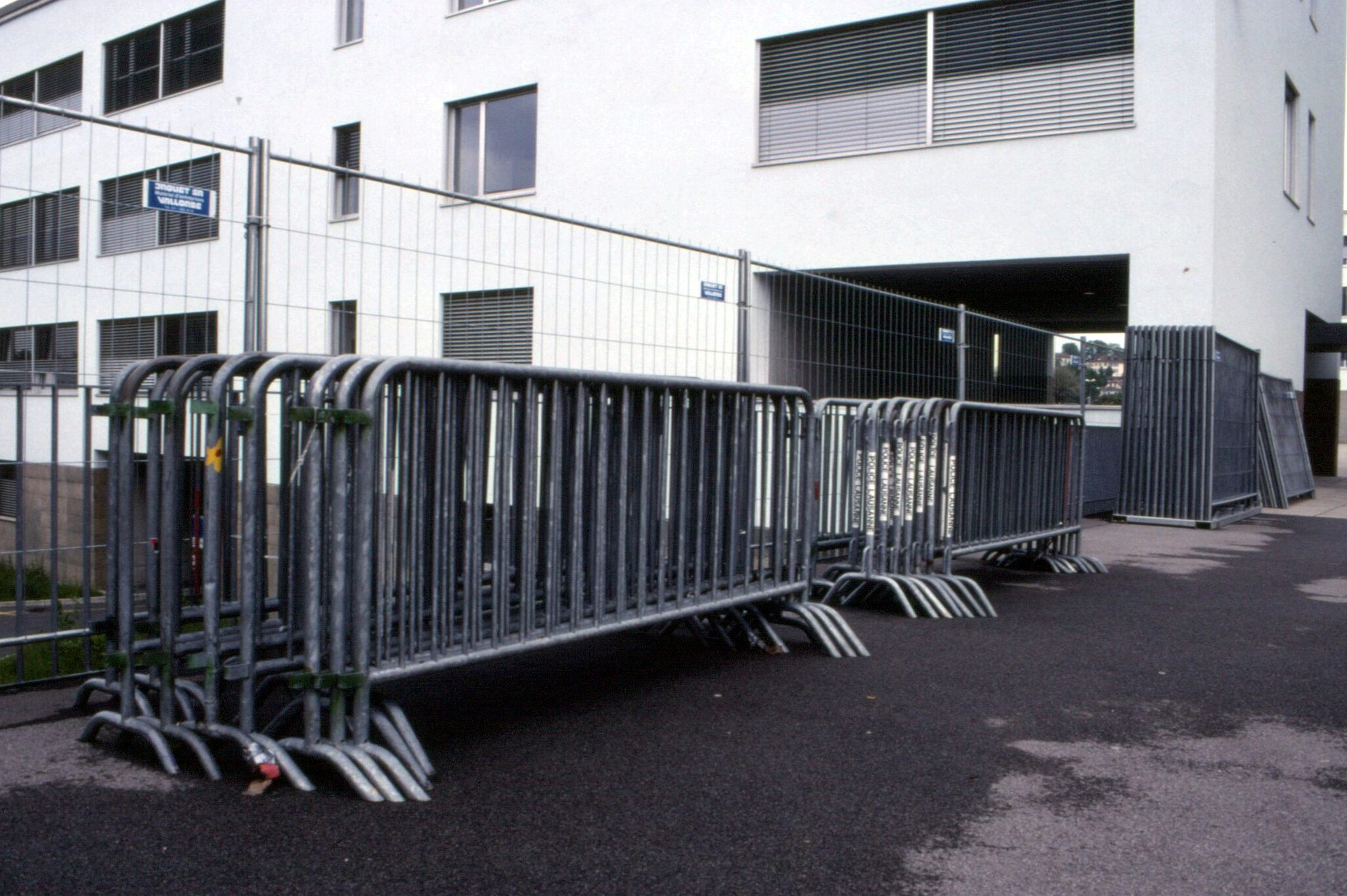
Dranghekken (op de voorgrond)

Dranghekken (in België ook nadars genoemd) worden gebruikt om bij grote evenementen grote aantallen mensen te dirigeren naar gewenste plaatsen. Dit kan zijn het openhouden van een vrije baan voor optochten of demonstraties. Ook kunnen ze worden gebruikt om een weg tijdelijk af te sluiten. 
Dranghekken zijn meestal van aluminium of gegalvaniseerd staal gemaakt, tegenwoordig ook van plastic. Deze metalen dranghekken hebben de mogelijkheid om aan elkaar gekoppeld te worden tot een lange afscheiding.
Dranghekken werden, vóór het gebruik van metaal, ook van hout gemaakt.
Dranghekken zijn ongeveer een meter hoog, vrij licht en gemakkelijk op te tillen. Dat kan een voordeel zijn, bijvoorbeeld als er even een doorgang moet worden gemaakt.
Kwaadwillenden kunnen de hekken gemakkelijk passeren en er wordt bij het gebruik van de hekken dan ook verondersteld dat het publiek goedwillend is.
Tegen een massale mensenmassa in paniek zijn dranghekken niet bestand. Bij belangrijke evenementen zorgt de politie ervoor dat het publiek zich aan de afscheiding houdt.
In België worden dranghekken soms nadarafsluitingen genoemd, naar de 19e-eeuwse fotograaf en ballonvaarder Nadar. Deze steeg op 26 september 1864 op met zijn kolossale ballon Le Géant vanaf de Kruidtuin. Om de volkstoeloop op afstand te houden had burgemeester Jules Anspach de straten laten afzetten met speciaal voor de gelegenheid gemaakte dranghekken, die daarna als barrières Nadar door het leven gingen. De anarchistische ballonvaarder was er niet bijzonder door vereerd.